# 2016年2月迪亚巴克尔爆炸案
2016年2月18日，土耳其迪亚巴克尔省迪亚巴克尔发生爆炸。爆炸由一枚路边炸弹引起，造成6名士兵死亡，另有一名士兵受伤。
库尔德人武装人民国防军声称对此次袭击负责。
2016年3月31日，另一起炸弹爆炸袭击迪亚巴克尔。在一个繁忙的公交车终点站附近发生汽车爆炸，造成七名警官死亡和二十七人受伤。库尔德工人党被认为该对此次攻击负责。